# Pallicephala variegata
Pallicephala variegata är en tvåvingeart som först beskrevs av Friedrich Hermann Loew 1870.  Pallicephala variegata ingår i släktet Pallicephala och familjen stilettflugor. Inga underarter finns listade i Catalogue of Life.